# Нога Михайло
Михайло Нога (англ. Mike Noha, 1939, Буенос-Айрес, Аргентина — ) — американський футболіст українського походження; гравець Національної футбольної збірної США.

## Життєпис
Народився 1939 року у передмісті Буенос-Айреса «Villa Urquiza». 

### Професійна кар'єра
Кар'єру футболіста розпочав у місцевій лізі. 
У 1959 році переїхав до США де тривалий час виступав за команду Тризуб з Філадельфії. Завершив кар'єру в 1974 році через травму коліна. 
У сезоні 1959 - 1960 був провідним бомбардиром Американської футбольної ліги (англ. American Soccer League) із 22 голами. 
Став автором 5 голів у фіналі за Відкритий кубок США з футболу 1960 року, який здобула його команда.

### Національна збірна США
27 травня 1964 року зіграв за Збірну США у товариському матчі із Збірною Англії. Американці поступились із рахунком 0 - 10.